# Campichthys nanus
Campichthys nanus är en fiskart som beskrevs av Dawson 1977. Campichthys nanus ingår i släktet Campichthys och familjen kantnålsfiskar. Inga underarter finns listade.